# Börde
Eine Börde ist eine in Norddeutschland (bzw. nördlicheren Deutschland) liegende, auf Grund ihrer Lössbedeckung, relativen Trockenheit und Wärme naturbegünstigte, flachwellige Hügellandschaft am Fuße der Mittelgebirgsschwelle. Der Begriff wird vor allem in Bezug auf konkrete Landschaften benutzt, die ihn im Namen tragen, wovon die Magdeburger Börde am südlichen Übergang des Norddeutschen Tieflands zum Harz und die Soester Börde am Südrand der Westfälischen Bucht zum Süderbergland (Sauerland) prototypisch sind.
Auffällig ist die typologische Übereinstimmung der landläufig als „Börde“ bezeichneten Landschaften als flachwelliges und baumarmes Land mit fruchtbarem Lössboden. Die Börden liegen vor allem im Altmoränengebiet; die hier entstandenen Schwarzerdeböden zählen zu den besten Böden Deutschlands.

## Etymologie
Börde – mittelniederdeutsch borde oder börde, gebörde – war ursprünglich eine Bezeichnung für einen Landstrich. Enger beschrieb das Wort auch einen Landstrich, welcher einer Stadt oder der Kirche gegenüber abgabepflichtig war, also einen Steuerbezirk. Es besteht ein Zusammenhang mit plattdeutsch bören in der Bedeutung „Gefälle erheben“, also „Steuern erheben“. Bereits im Althochdeutschen gab es eine vergleichbare Wortbildung: giburida mit der wörtlichen Bedeutung „das, was einem zukommt“. Eng verwandt sind die heutigen Wörter gebühren (althochdeutsch giburian, mittelhochdeutsch gebürn) und Gebühr. All diese Wörter gehen zurück auf eine indogermanische Wurzel *bher, der sich unter anderem die Bedeutungen „sich erheben“, „heben“ und „tragen“ zuordnen lassen. Über diese Wurzel besteht Urverwandtschaft mit zahlreichen weiteren Wörtern in verschiedenen Sprachen, im Deutschen etwa gebären, Bürde, Bahre oder auch Berg.
Aus der Bedeutung „Steuerbezirk“ entstanden die weiteren Bedeutungen „Gerichtsbezirk“ und womöglich auch die allgemeinere Bedeutung „(fruchtbare) Landschaft“. Bei Gau/Gäu findet sich ein ähnlicher, aber möglicherweise umgekehrter Bedeutungswandel: Am Anfang stand die Bedeutung „Land“ oder „Landschaft“, daraus entwickelte sich die engere Bedeutung „Verwaltungsbezirk“.
Die Bezeichnung Mark für Landstriche lässt sich wiederum auf ein altes Wort für Grenze zurückführen. Das mittelniederdeutsche Wort borde hatte außerdem die Bedeutung Saum, Gürtel oder allgemein Grenze (vgl. Bord, Bordstein, Borte, engl. border). Ein äquivalenter Bedeutungswandel ist also bereits bekannt. Der Name könnte somit auf die Begrenzung der Börde durch Berge, Flüsse und Moorniederungen zurückgeführt werden. Börden und Löss finden sich allgemein in Beckenlage an Flüssen und Bergen.
Ebenfalls ist eine direkte Ableitung von der erwähnten Bedeutung sich erheben denkbar. Städte wie Warburg, Magdeburg und Hildesheim befinden sich direkt in tiefer gelegenen Flussauen (hier Diemel, Elbe und Innerste). Das zu diesen Städten gehörige Ackerland, also die Börden, denen sie ihre Namen geben, erhebt sich über diese Flüsse und Städte.
Die heute Börde genannten Landschaften konzentrieren sich stark überwiegend auf die Dialektgebiete Ostfälisch und Westfälisch. 

## Geomorphologie
Börden reichen von der Norddeutschen Geest bis zum Rand der Mittelgebirge und bestehen aus Löss, das vor allem durch Ostwinde abgelagert wurde. Der Löss liegt teilweise über Geschiebelehm (an Weser, Leine und Oker), teilweise über mesozoischen und tertiären Sedimentgesteinen (Hellwegbörden, Vorland des Harzes). Die Lössdecken sind bis zu 10 m mächtig und schwächen Reliefunterschiede ab. Im (sub-)ozeanischen Klimabereich ist der Löss größtenteils entkalkt und verlehmt. Die nördliche Lössgrenze ist neben einer Boden- und Vegetationsgrenze auch eine Siedlungsgrenze (Städte wie Minden, Hannover oder Magdeburg liegen auf der Lössgrenze).
Die Böhrde geschriebene Kuppendorfer Böhrde weist einige Besonderheiten auf. Sie liegt im Süden des heutigen Nordniedersächsischen Dialektgebietes. Bei ihr handelt es sich um einen sandigen Geestrücken, der heute teils bewaldet ist und historisch als Ackerland genutzt wurde. Der Boden kann nur im Vergleich zu den umgebenden Moorböden der Dümmer-Geestniederung, über die sie sich erhebt, als besonders fruchtbar angesehen werden. Sie liegt nördlich der eigentlichen Lössgrenze. Ursprünglich wurde ein weitaus größerer Teil des Gebietes, welches dort von der Großen Aue und der Weser eingeschlossen wird, als Böhrde bezeichnet.
Noch weiter nördlich befand sich die ehemalige Amtsvogtei Böhrde, welche zum Amt Harpstedt gehörte und durch die Delme und den Klosterbach bei Bassum eingeschlossen wurde.

## Bördeals Name

### Landschaften mit dem Namen Börde
- Braunschweig-Hildesheimer Lößbörde mit Hildesheimer, Ilseder und Lebenstedter Börde
- Calenberger Lössbörde
- Fritzlarer Börde
- Heberbörde des Hebers
- Hellwegbörden, darunter die Soester, die Geseker und die Werl-Unnaer Börde
- Ithbörde mit dem Lennetal, früher auch als Verwaltungsbezirk des Amtes Wickensen
- Jülich-Zülpicher Börde bzw. einzeln Zülpicher Börde und Jülicher Börde
- Kuppendorfer Böhrde
- Magdeburger Börde (Hohe und Niedere Börde)
- Soester Börde
- Warburger Börde

### Landkreise mit dem NamenBörde
- ehemaliger Bördekreis (Sachsen-Anhalt)
- Landkreis Börde (Sachsen-Anhalt)

### Verwaltungszusammenschlüsse mit dem NamenBörde
- Verbandsgemeinde Westliche Börde (Sachsen-Anhalt)
- Samtgemeinde Börde Lamstedt (Niedersachsen)

### Städte und Gemeinden mit dem NamenBörde
- Niedere Börde (Sachsen-Anhalt)
- Bördeland (Sachsen-Anhalt)
- Hohe Börde (Sachsen-Anhalt)
- Bördeaue (Sachsen-Anhalt)
- Stadt Wanzleben-Börde (Sachsen-Anhalt)

### Straßen, Plätze oder Stadtteile mit dem NamenBörde
- Potthoffs Börde und Hüskenbörde (zwei benachbarte Straßen in Essen)